# Lijst van voetbalinterlands Amerikaanse Maagdeneilanden - Canada
Deze lijst van voetbalinterlands is een overzicht van alle officiële voetbalwedstrijden tussen de nationale teams van de Amerikaanse Maagdeneilanden en Canada. De landen speelden tot op heden één keer tegen elkaar. Dat was een kwalificatiewedstrijd voor de CONCACAF Nations League 2019–20, op 9 september 2018 in Bradenton (Verenigde Staten).

## Wedstrijden
| № | Plaats    | Datum            | Competitie                                   | Wedstrijd                | Uitslag |
| - | --------- | ---------------- | -------------------------------------------- | ------------------------ | ------- |
| 1 | Bradenton | 9 september 2018 | CONCACAF Nations League 2019-20 kwalificatie | Am. Maagdeneil. – Canada | 0 – 8   |

## Samenvatting
| Competitie                    | Totaal gespeeld | Winst Am. Maagdeneil. | Gelijk | Winst Canada | Doelsaldo Am. Maagdeneil. – Canada |
| ----------------------------- | --------------- | --------------------- | ------ | ------------ | ---------------------------------- |
| CONCACAF Nations League-kwal. | 1               | 0                     | 0      | 1            | 0 − 8                              |
| Totaal                        | 1               | 0                     | 0      | 1            | 0 − 8                              |

Wedstrijden bepaald door strafschoppen worden, in lijn met de FIFA, als een gelijkspel gerekend.
USVI Soccer Federation · 
Vrouwenelftal van de Amerikaanse Maagdeneilanden
Interlands
Tegenstander:
Anguilla ·
Antigua en Barbuda ·
Aruba ·
Bahama's ·
Barbados ·
Bermuda ·
Britse Maagdeneilanden ·
Canada ·
Curaçao ·
Dominica ·
Dominicaanse Republiek ·
El Salvador ·
Grenada ·
Guyana ·
Haïti ·
Jamaica ·
Kaaimaneilanden ·
Montserrat ·
Saint Kitts en Nevis ·
Saint Lucia ·
Saint Vincent en de Grenadines ·
Turks- Caicoseilanden
Canadese voetbalbond · A-internationals · Bondscoaches · Selecties · Statistieken · Canadees vrouwenelftal · Canada U21 · Canada U20 · Canada U19 · Canada U18 · Canada U17
1885 – 1949 ·
1950 – 1969 ·
1970 – 1979 ·
1980 – 1989 ·
1990 – 1999 ·
2000 – 2009 ·
2010 – 2019 ·
2020 − 2029
WK 1986
OS 1904 · 
OS 1976 · 
OS 1984
1885 · 
1886 · 
1887 · 
1888 · 
1889–1903 · 
1904 · 
1905–1923 · 
1924 · 
1925 · 
1926 · 
1927 · 
1928–1936 · 
1937 · 
1938–1956 · 
1957 · 
1958–1967 · 
1968 · 
1969–1971 · 
1972 · 
1973 · 
1974 · 
1975 · 
1976 · 
1977 · 
1978–1979 · 
1980 · 
1981 · 
1982 · 
1983 · 
1984 · 
1985 · 
1986 · 
1987 · 
1988 · 
1989 · 
1990 · 
1991 · 
1992 · 
1993 · 
1994 · 
1995 · 
1996 · 
1997 · 
1998 · 
1999 · 
2000 · 
2001 · 
2002 · 
2003 · 
2004 · 
2005 · 
2006 · 
2007 · 
2008 · 
2009 · 
2010 · 
2011 · 
2012 · 
2013 ·
2014 ·
2015 ·
2016 ·
2017 ·
2018 ·
2019 ·
2020 ·
2021 ·
2022
Amerikaanse Maagdeneilanden ·
Argentinië ·
Armenië ·
Aruba ·
Australië ·
Azerbeidzjan ·
Bahrein ·
Barbados ·
België ·
Belize ·
Bermuda ·
Brazilië ·
Bulgarije · 
Chili ·
China ·
Colombia ·
Congo-Brazzaville ·
Costa Rica ·
Cuba ·
Curaçao ·
Cyprus ·
DDR ·
Denemarken ·
Dominica ·
Duitsland ·
Ecuador ·
Egypte ·
El Salvador ·
Engeland ·
Estland ·
Faeröer · 
Finland ·
Frankrijk ·
Ghana ·
Griekenland ·
Guatemala ·
Haïti ·
Honduras ·
Hongarije ·
Hongkong ·
Ierland ·
IJsland ·
Indonesië ·
Iran ·
Italië ·
Jamaica ·
Japan ·
Joegoslavië ·
Kaaimaneilanden ·
Kameroen ·
Kroatië ·
Libië ·
Luxemburg ·
Maleisië ·
Malta ·
Marokko ·
Mauritanië ·
Mexico ·
Moldavië ·
Nederland ·
Nieuw-Zeeland ·
Nigeria ·
Noord-Ierland ·
Noord-Korea ·
Noord-Macedonië ·
Oekraïne ·
Oezbekistan ·
Oostenrijk ·
Panama ·
Paraguay ·
Peru ·
Polen ·
Portugal ·
Puerto Rico ·
Qatar ·
Saint Kitts en Nevis ·
Saint Lucia ·
Saint Vincent en de Grenadines ·
San Marino ·
Saoedi-Arabië ·
Schotland ·
Singapore ·
Slovenië ·
Sovjet-Unie ·
Spanje ·
Suriname ·
Trinidad en Tobago ·
Tsjechië ·
Tunesië ·
Turkije ·
Uruguay ·
Venezuela ·
Verenigde Staten ·
Wales ·
Wit-Rusland ·
Zuid-Afrika ·
Zuid-Korea ·
Zwitserland
België (2022)